# Richard Biggs
Richard T. „Dick“ Biggs (18. března 1960 Columbus, Ohio – 22. května 2004 Los Angeles, Kalifornie) byl americký herec.
Na University of Southern California studoval divadelnictví. Poprvé se v televizi objevil v roce 1985, v průběhu druhé poloviny 80. let hrál epizodní role v různých seriálech (např. Three's a Crowd, The Twilight Zone, Beauty and the Beast). První větší roli dostal v mýdlové opeře Tak jde čas, kde v letech 1987–1992 hrál doktora Marcuse Huntera. V letech 1994–1998 ztvárnil ve všech pěti sezónách sci-fi seriálu Babylon 5 Stephena Franklina, doktora na stejnojmenné vesmírné stanici. Tuto postavu si zopakoval ještě v navazujících televizních filmech Babylon 5: Na počátku, Babylon 5: Třetí prostor a Babylon 5: Řeka duší (všechny 1998) a v seriálovém spin-offu Křížová výprava (epizoda „Každou noc sním o domově“; 1999). Později hostoval např. v seriálech Diagnóza vražda, Beverly Hills 90210, V.I.P., U nás ve Springfieldu, JAG či Kriminálka Las Vegas, větší pravidelnou roli měl v seriálu Křižovatky medicíny.
V roce 1998 si vzal Lori Gebersovou, měli spolu dva syny. Zemřel roku 2004 ve svém domě na komplikace spojené s disekcí aorty.